# BRIT Awards 2014
Die BRIT Awards 2014 wurden am 19. Februar 2014 in der Londoner O2 Arena verliehen. Die Moderation übernahm James Corden. Corden war seit vier Jahren Moderator der Verleihung und moderierte 2014 zum letzten Mal.
Erfolgreichste Künstler mit zwei gewonnenen Preisen waren Arctic Monkeys und One Direction. Die meisten Nominierungen mit fünf Stück hatte Ellie Goulding.

## Liveauftritte

### The Brits Are Coming: Nominations Launch Party
Nick Grimshaw moderierte die Nominierungsshow am 9. Januar 2015 in den ITV Studios in London.
| Künstler     | Lieder                                  |
| ------------ | --------------------------------------- |
| Tinie Tempah | Children of the Sun Lover Not a Fighter |
| Pixie Lott   | Nasty                                   |
| Sam Smith    | Money on My Mind                        |
| Rudimental   | Not Giving In                           |

### Hauptshow
| Künstler                              | Lieder                                     |
| ------------------------------------- | ------------------------------------------ |
| Arctic Monkeys                        | R U Mine?                                  |
| Katy Perry                            | Dark Horse                                 |
| Bruno Mars                            | Treasure                                   |
| Beyoncé                               | XO                                         |
| Lorde feat. Disclosure                | Royals                                     |
| Disclosure feat. AlunaGeorge          | White Noise                                |
| Ellie Goulding                        | I Need Your Love                           |
| Ellie Goulding                        | Burn                                       |
| Bastille & Rudimental feat. Ella Eyre | Pompeii                                    |
| Bastille & Rudimental feat. Ella Eyre | Waiting All Night                          |
| Pharrell Williams & Nile Rodgers      | Happy (Teile von Get Lucky und Good Times) |

## Gewinner und Nominierte
| British Male Solo Artist (präsentiert von Noel Gallagher) | British Female Solo Artist (präsentiert von Prince) |
| --- | --- |
| - David Bowie (entgegengenommen von Kate Moss) - Jake Bugg - James Blake - John Newman - Tom Odell | - Ellie Goulding - Birdy - Jessie J - Laura Marling - Laura Mvula |
| British Breakthrough Act (präsentiert von Tinie Tempah und Fearne Cotton) | British Group (präsentiert von Lily Allen) |
| - Bastille - Disclosure - Laura Mvula - London Grammar - Tom Odell | - Arctic Monkeys - Bastille - Disclosure - One Direction - Rudimental |
| British Single of the Year (präsentiert von Katy Perry) | British Album of the Year (präsentiert von Emeli Sandé) |
| - Rudimental feat. Ella Eyre – Waiting All Night - Bastille – Pompeii - Calvin Harris feat. Ellie Goulding – I Need Your Love - Disclosure feat. AlunaGeorge – White Noise - Ellie Goulding – Burn - John Newman – Love Me Again - Naughty Boy feat. Sam Smith – La La La - Olly Murs – Dear Darlin - One Direction – One Way or Another (Teenage Kicks) - Passenger – Let Her Go | - Arctic Monkeys – AM - David Bowie – The Next Day - Bastille – Bad Blood - Disclosure – Settle - Rudimental – Home                                                                     |
| International Male Solo Artist (präsentiert von Pharrell Williams und Kylie Minogue) | International Female Solo Artist (präsentiert von Nick Grimshaw) |
| - Bruno Mars - Drake - Eminem - John Grant - Justin Timberlake | - Lorde - Janelle Monáe - Katy Perry - Lady Gaga - P!nk |
| International Group (präsentiert von Cesc Fàbregas und Nicole Scherzinger) | British Video (präsentiert von Jimmy Carr) |
| - Daft Punk (entgegengenommen von Nile Rodgers) - Arcade Fire - Haim - Kings of Leon - Macklemore & Ryan Lewis | - One Direction – Best Song Ever - Calvin Harris feat. Ellie Goulding – I Need Your Love - Ellie Goulding – Burn - John Newman – Love Me Again - Naughty Boy feat. Sam Smith – La La La |
| Critics’ Choice | British Producer of the Year |
| - Sam Smith - Chlöe Howl - Ella Eyre | - Flood & Alan Moulder - Ethan Jones - Paul Epworth |
| BRITs Global Success (präsentiert von Rosie Huntington-Whiteley) | |
| - One Direction | |